# فیروزه‌ای روشن
فیروزه‌ای روشن یا سایان یا سیان (سنسکریت: شیام) رنگ بین سبز و آبی در طیف مرئی از نور است. توسط نور با طول موج غالب بین ۴۹۰ تا ۵۲۰ نانومتر، بین طول موج‌های سبز و آبی برانگیخته می‌شود.

## نگارخانه

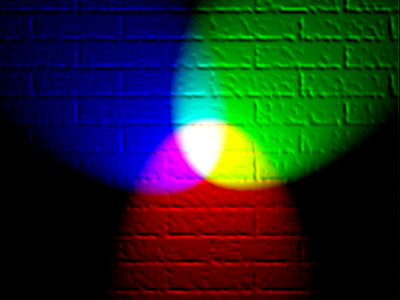
در مدل رنگی RGB که برای ایجاد رنگ در نمایشگرهای کامپیوتر و تلویزیون استفاده می‌شود، فیروزه‌ای از ترکیب نور سبز و آبی ایجاد می‌شود.
در چرخه رنگ RGB رنگ‌های تفریقی، فیروزه‌ای در میانه راه بین آبی و سبز قرار دارد.
در مدل رنگی CMYK که در چاپ رنگی استفاده می‌شود، فیروزه‌ای، سرخابی و زرد ترکیبی خاکستری می‌شود. در عمل، از آنجایی که جوهرها کامل نیستند، مقداری جوهر سیاه به آن اضافه می‌شود.
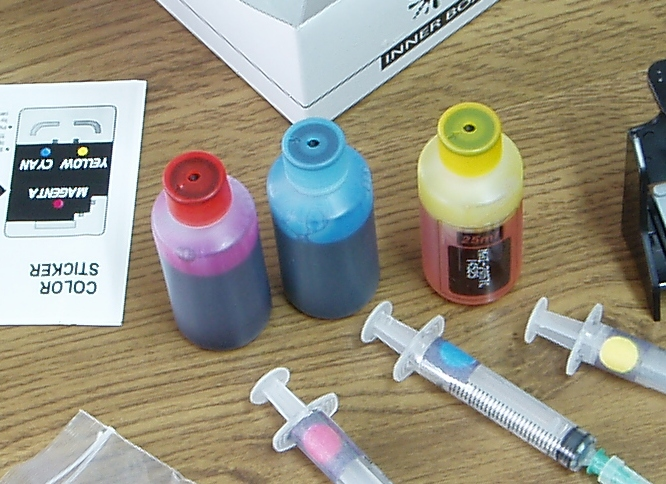
چاپگرهای رنگی امروزه از جوهر سرخابی، فیروزه‌ای و زرد برای تولید طیف کامل رنگ‌ها استفاده می‌کنند.
فیروزه‌ای و قرمز رنگ‌های متضاد هستند. کنتراست و هارمونی قوی دارند و اگر با هم ترکیب شوند خاکستری می‌شوند.
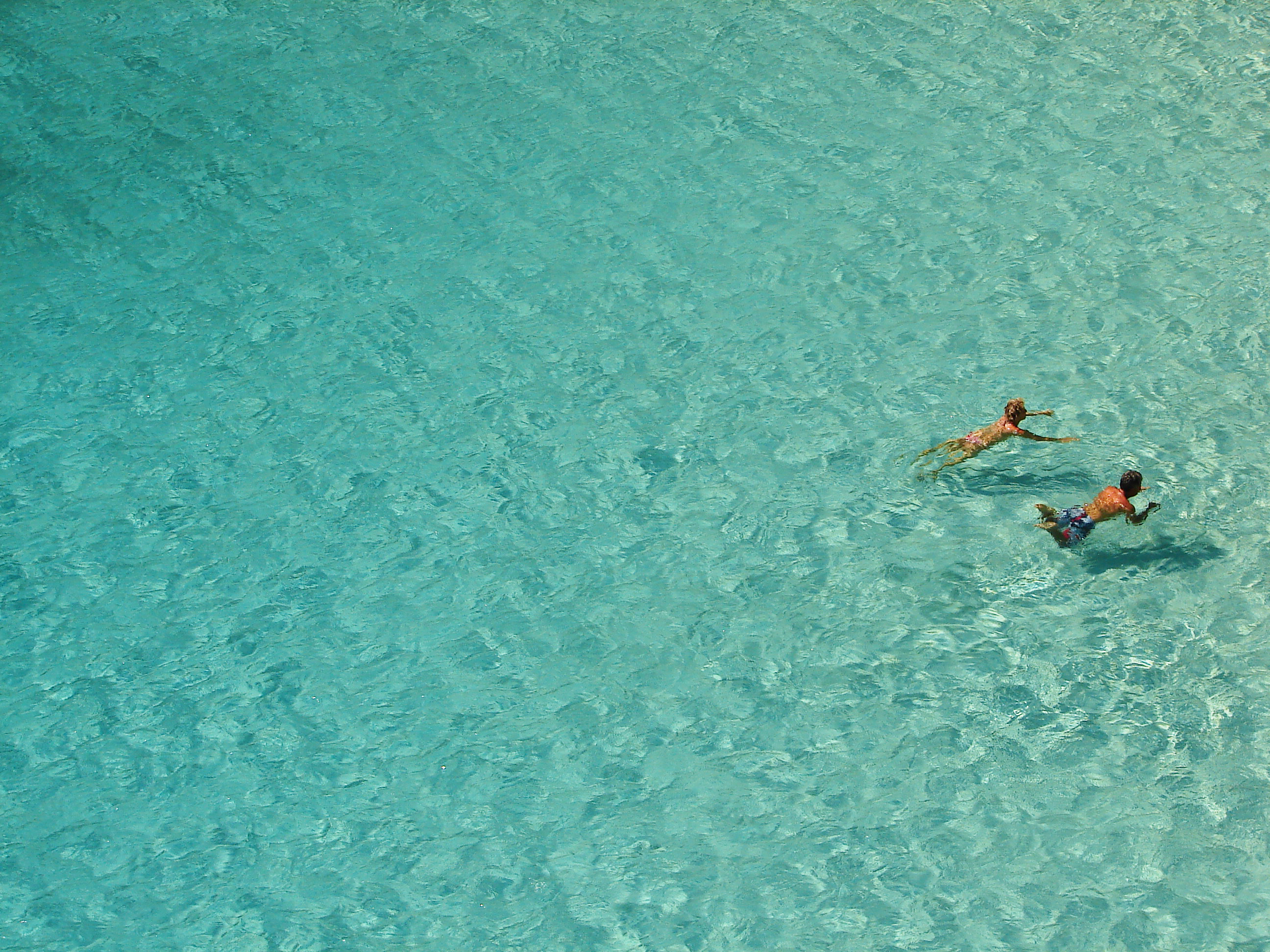
فیروزه‌ای رنگ آب کم‌عمق روی یک ساحل شنی است. آب رنگ قرمز را از نور خورشید جذب می‌کند و رنگ آبی مایل به سبز باقی می‌گذارد.
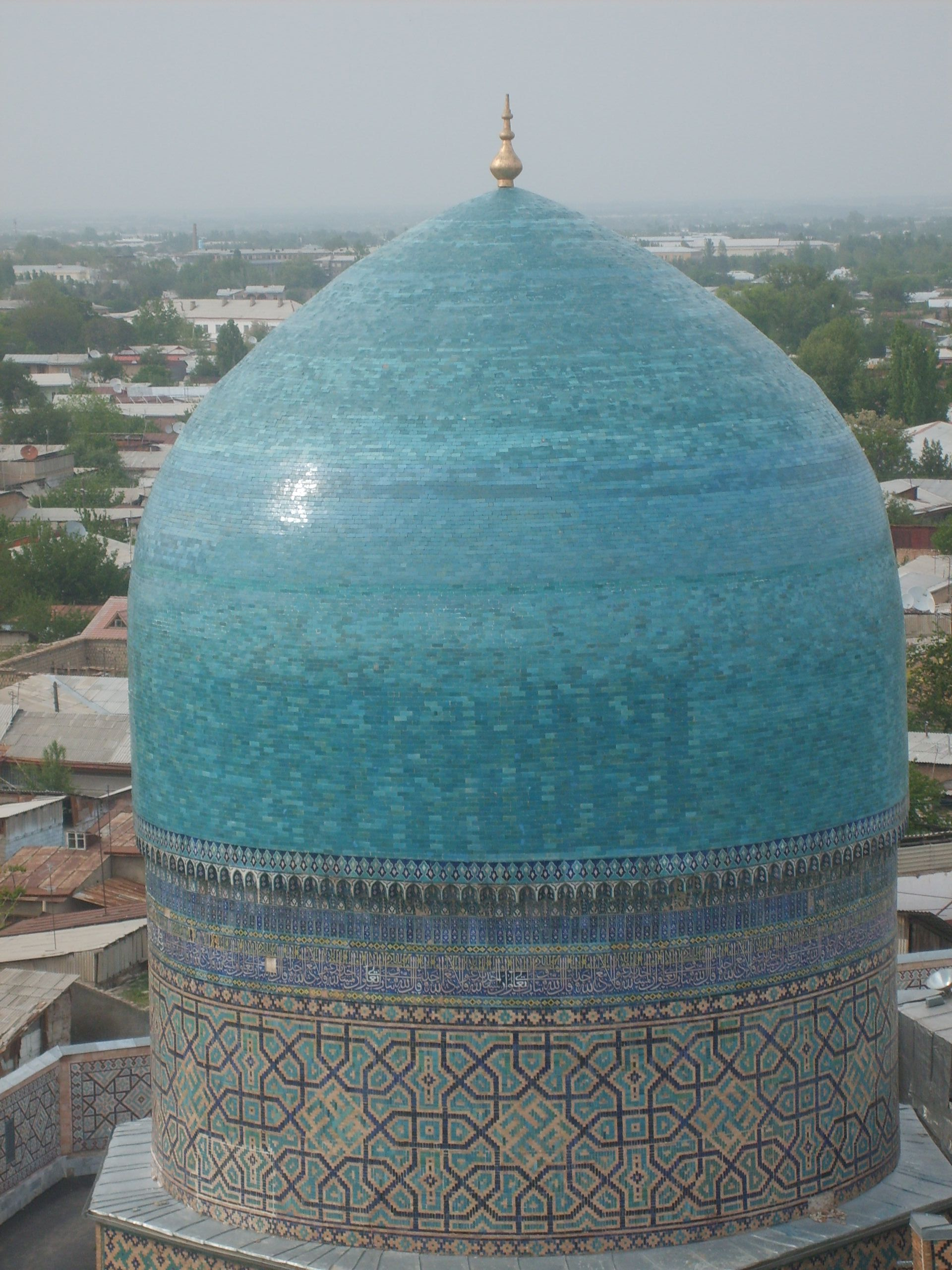
گنبد مسجد تیلا کاری در سمرقند ازبکستان (۱۶۶۰) فیروزه‌ای است. این رنگ به طور گسترده‌ای در معماری در ترکیه و آسیای مرکزی استفاده می‌شود.
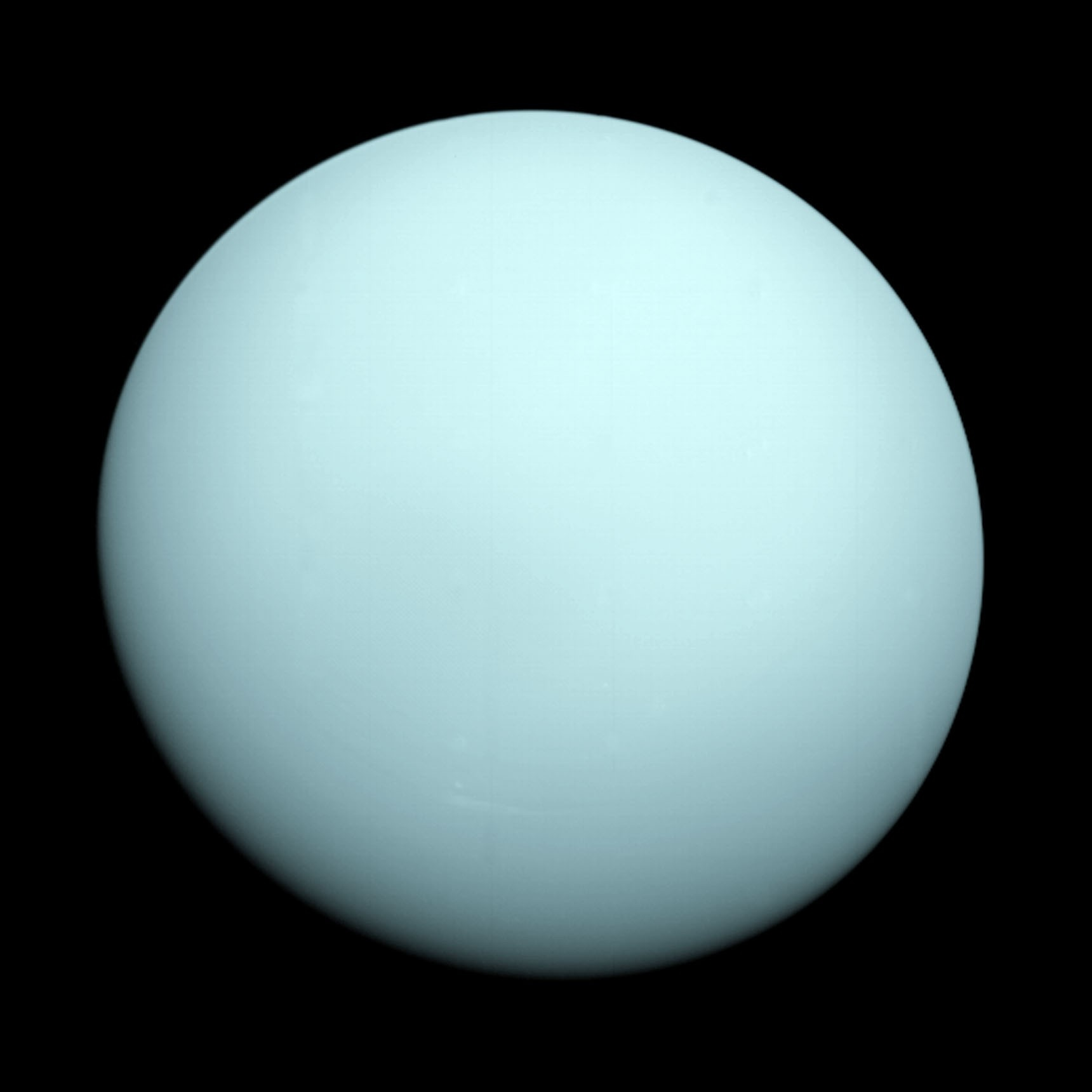
سیاره اورانوس که از فضاپیمای وویجر ۲ دیده می‌شود. رنگ فیروزه‌ای از ابرهای گاز متان در جو سیاره می‌آید.
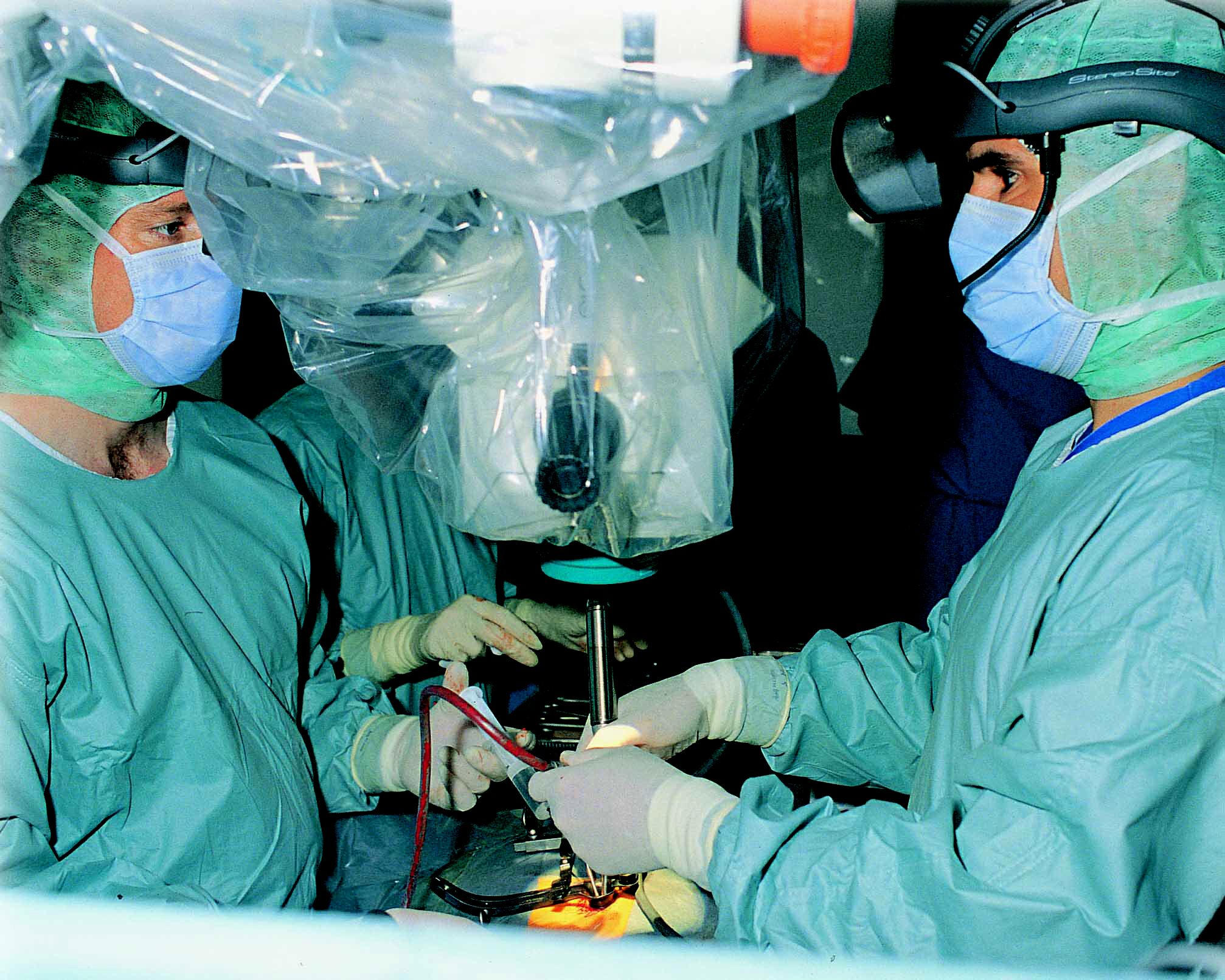
یک تیم جراحی در آلمان. پیشنهاد شده‌است که جراحان و پرستاران از روپوش فیروزه‌ای رنگ و اتاق‌های عمل استفاده می‌کنند، زیرا مکمل رنگ خون قرمز است و در نتیجه تابش خیره‌کننده را کاهش می‌دهد،  اگرچه شواهد برای این ادعا محدود است.
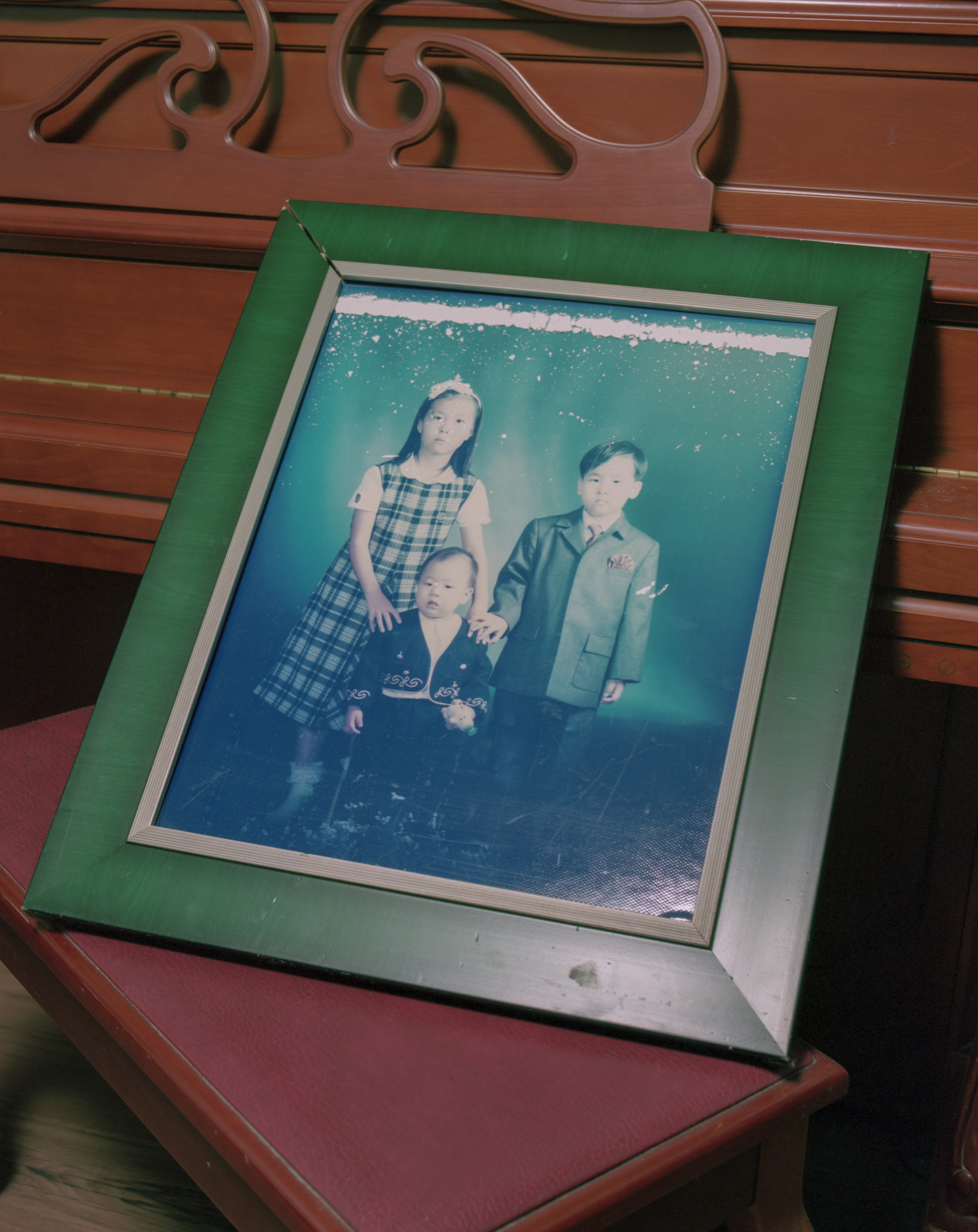
رنگدانه‌های موجود در عکس‌های رنگی ممکن است با سرعت‌های متفاوتی تخریب شوند که به طور بالقوه منجر به ایجاد رنگ فیروزه‌ای می‌شود.